# Acostemma lucidus
Acostemma lucidus är en insektsart som beskrevs av Hermann Rudolph Schaum 1853. Acostemma lucidus ingår i släktet Acostemma och familjen dvärgstritar. Inga underarter finns listade i Catalogue of Life.